# Teretiopsis levicarinatus
Teretiopsis levicarinatus é uma espécie de gastrópode do gênero Teretiopsis, pertencente a família Raphitomidae.